# Hội đồng Bộ trưởng Cách mạng (1959–1976)
Hội đồng Bộ trưởng Chính quyền Cách mạng Cuba (1959-1976) (tiếng Tây Ban Nha: Consejos de Ministros del Gobierno Revolucionario de Cuba (1940-1958)) là cơ quan lập pháp tối cao của Cuba được thành lập sau Cách mạng Cuba và dựa trên Hiến chương cơ bản. Cơ quan hành pháp của nước Cuba cách mạng là Chính phủ Cách mạng (tiếng Tây Ban Nha: Gobierno Revolucionario de Cuba) thuộc Hội đồng Bộ trưởng và được thực hiện bởi Tổng thống Cộng hòa.

## Lịch sử
Ngày 3/1/1959, Chính phủ lâm thời đã nắm quyền lực và kết thúc chế độ độc tài của Fulgencio Batista. Hội đồng Bộ trưởng được tổ chức đến năm 1976 là cơ quan lập pháp. Manuel Urrutia Lleó được bổ nhiệm là Tổng thống Cộng hòa, và José Miró Cardona là Thủ tướng. 

## Tổ chức
Hội đồng Bộ trưởng gồm:
- Thủ tướng Chính phủ
- Bộ trưởng
- Thư ký Hội đồng

Phiên họp của Hội đồng Bộ trưởng do Tổng thống chủ trì, trong trường hợp vắng mặt, Thủ tướng sẽ chủ trì. Thư ký Hội đồng phụ trách làm thư ký phiên họp. Các thỏa thuận của Hội đồng Bộ trưởng phải được biểu quyết đa số, ngoại trừ các trường hợp do Hiến chương quy định theo cách bỏ phiếu khác. 

## Chức năng và nhiệm vụ

### Lập pháp
Theo Hiến chương cơ bản Cuba, Hội đồng Bộ trưởng là cơ quan thực hiện quyền lập pháp. Và có nhiệm vụ sau:
- Phê duyệt sự bổ nhiệm của Tổng thống Cộng hòa với Đại sứ đặc mệnh toàn quốc và bổ nhiệm các chức vụ khác theo luật định;
- Cho phép người Cuba phục vụ quân sự ở nước ngoài hoặc chấp thuận các công việc khác của Chính phủ, hoặc trao huân huy chương theo ủy quyền hoặc thẩm quyền được ban hành;
- Phê duyệt các điều ước quốc tế do Tổng thống Cộng hòa đàm phán với các quốc gia khác;
- Các điều khoản khác do Hiến định và Luật định.

Việc đề xuất dự thảo luật do:
- Thành viên Hội đồng Bộ trưởng
- Tổng thống Cộng hòa
- Tòa án Tối cao, trong các vấn đề liên quan đến tư pháp
- Tòa Bầu cử Tối cao, về các vấn đề thẩm quyền và quyền hạn được ban hành
- Tòa án Tài chính, về các vấn đề thẩm quyền và quyền hạn được ban hành.
- Đối với công dân, trong trường hợp một yêu cầu đề xuất khi được 10,000 công dân ủng hộ, với tư cách của cử tri.

Bất kỳ đề xuất lập pháp nào sẽ được xây dựng như đề xuất pháp luật và được trình lên Hội đồng Bộ trưởng.

### Hành pháp
Để thực hiện Quyền hành pháp, Tổng thống Cộng hòa sẽ được hỗ trợ bởi Hội đồng Bộ trưởng, bao gồm số lượng thành viên được pháp luật xác định. Một trong số các Bộ trưởng sẽ đảm nhiệm vai trò Thủ tướng Chính phủ bằng sự bổ nhiệm của Tổng thống Cộng hòa và có thể có hoặc không có chức vụ.
Bộ trưởng thực thi: 
- Tuân thủ và thi hành Hiến chương cơ bản, luật, nghị định, thông tư, nghị quyết, và quy định khác;
- Trình bay xem xét cùng Chính phủ về các Dự thảo luật, quy định, nghị định, nghị quyết khác;
- Xác nhận, cùng với Thủ tướng Chính phủ, pháp luật và các văn bản được ủy quyền khác, với sự phê chuẩn của Tổng thống Cộng hòa, ngoại trừ các nghị định về bổ nhiệm hoặc bãi nhiệm Bộ trưởng.

## Thành viên

### Thủ tướng
| Stt | Tổng thống Presidencia de | Thủ tướng Primeros Ministros | Nhiệm kỳ  | Nhiệm kỳ  | Ghi chú |
| Stt | Tổng thống Presidencia de | Thủ tướng Primeros Ministros | Bắt đầu   | Kết thúc  | Ghi chú |
| 1   | Manuel Urrutia Lleó       | José Miró Cardona            | 2/1/1959  | 13/2/1959 |         |
| 2   | Manuel Urrutia Lleó       | Fidel Castro                 | 13/2/1959 | 17/7/1959 |         |
| 2   | Osvaldo Dorticós Torrado  | Fidel Castro                 | 17/7/1959 | 2/12/1976 |         |

### Phó Thủ tướng
| Stt | Thủ tướng Primeros Ministros | Phó Thủ tướng Primer Vicepresidente | Nhiệm kỳ | Nhiệm kỳ | Ghi chú |
| Stt | Thủ tướng Primeros Ministros | Phó Thủ tướng Primer Vicepresidente | Bắt đầu  | Kết thúc | Ghi chú |
| 1   | Fidel Castro                 | Raul Castro                         | 3/1962   | 12/1976  |         |
| 2   | Fidel Castro                 | Ramiro Valdés Menéndez              | 11/1972  | 12/1976  |         |
| 3   | Fidel Castro                 | Belarmino Castilla Mas              | 11/1972  | 12/1976  |         |
| 4   | Fidel Castro                 | Flavio Bravo Pardo                  | 11/1972  | 12/1976  |         |
| 5   | Fidel Castro                 | Guillermo García Frías              | 11/1972  | 12/1976  |         |
| 6   | Fidel Castro                 | Diocles Torralbas                   | 11/1972  | 12/1976  |         |
| 7   | Fidel Castro                 | Carlos Rafael Rodríguez             | 11/1972  | 12/1976  |         |
| 8   | Fidel Castro                 | Pedro Miret Prieto                  | 11/1972  | 12/1974  |         |
| 9   | Fidel Castro                 | Joel Domenech Benítez               | 12/1974  | 12/1976  |         |

### Thư ký Hội đồng Bộ trưởng
| Stt | Thư ký Hội đồng Bộ trưởng Secretaría del Consejo de Ministros | Nhiệm kỳ | Nhiệm kỳ | Ghi chú |
| Stt | Thư ký Hội đồng Bộ trưởng Secretaría del Consejo de Ministros | Bắt đầu  | Kết thúc | Ghi chú |
| 1   | Luis M. Buch Rodríguez                                        | 1959     | 1962     |         |
| 2   | Celia Sánchez Manduley                                        | 1962     | 1976     |         |

### Bộ
| Stt | Bộ                                            | Tiếng Tây Ban Nha                                 | Bộ trưởng                    | Nhiệm kỳ | Nhiệm kỳ | Ghi chú                                            |
| Stt | Bộ                                            | Tiếng Tây Ban Nha                                 | Bộ trưởng                    | Bắt đầu  | Kết thúc | Ghi chú                                            |
| 1   | Bộ Nông nghiệp                                | Ministerio de Agricultura                         | Humberto Sori Marín          | 1959     | 1960     |                                                    |
| 2   | Bộ Nông nghiệp                                | Ministerio de Agricultura                         | Pedro Miret Prieto           | 1960     | 1960     | Bộ sáp nhập vào Viện Cải cách Nông nghiệp Quốc gia |
| 1   | Bộ Đường                                      | Ministerio del Azúcar                             | Orlando Borrego              | 1964     | 1968     |                                                    |
| 2   | Bộ Đường                                      | Ministerio del Azúcar                             | Francisco Padrón             | 1968     | 1970     |                                                    |
| 3   | Bộ Đường                                      | Ministerio del Azúcar                             | Marcos Lage Coello           | 1970     | 1976     |                                                    |
| 1   | Bộ Thương mại                                 | Ministerio de Comercio                            | Raúl Cepero Bonilla          | 1959     | 1961     | Đổi tên thành Bộ Ngoại thương                      |
| 1   | Bộ Ngoại thương                               | Ministerio de Comercio Exterior                   | Alberto Mora                 | 1961     | 1965     |                                                    |
| 2   | Bộ Ngoại thương                               | Ministerio de Comercio Exterior                   | Marcelo Fernández Font       | 1965     | 1976     |                                                    |
| 1   | Bộ Công chính                                 | Ministerio de Obras Públicas                      | Manuel Ray Rivero            | 1959     | 1959     |                                                    |
| 2   | Bộ Công chính                                 | Ministerio de Obras Públicas                      | Osmany Cienfuegos Gorriarán  | 1959     | 1963     | Đổi tên thành Bộ Xây dựng                          |
| 1   | Bộ Xây dựng                                   | Ministerio de la Construcción                     | Osmany Cienfuegos Gorriarán  | 1963     | 1966     |                                                    |
| 2   | Bộ Xây dựng                                   | Ministerio de la Construcción                     | Ramón Darias Rodes           | 1966     | 1969     |                                                    |
| 3   | Bộ Xây dựng                                   | Ministerio de la Construcción                     | Juan Almeida Bosque          | 1969     | 1970     |                                                    |
| 2   | Bộ Xây dựng                                   | Ministerio de la Construcción                     | Ramón Darias Rodes           | 1970     | 1972     | Bãi nhiệm Bộ                                       |
| 1   | Bộ Kinh tế                                    | Ministerio de Economía                            | Regino Boti León             | 1959     | 1960     | Đổi tên thành Hội đồng Kế hoạch Trung ương         |
| 1   | Bộ Lao động                                   | Ministerio de Trabajo                             | Manuel Fernández García      | 1959     | 1960     |                                                    |
| 2   | Bộ Lao động                                   | Ministerio de Trabajo                             | Augusto Martínez Sánchez     | 1960     | 1964     |                                                    |
| 3   | Bộ Lao động                                   | Ministerio de Trabajo                             | Jorge Risquet Valdés         | 1964     | 1973     |                                                    |
| 4   | Bộ Lao động                                   | Ministerio de Trabajo                             | Oscar Fernández Padilla      | 1973     | 1976     |                                                    |
| 1   | Bộ Phúc lợi Xã hội                            | Ministerio de Bienestar Social                    | Elena Mendoza                | 1959     | 1959     |                                                    |
| 2   | Bộ Phúc lợi Xã hội                            | Ministerio de Bienestar Social                    | Raquel Pérez González        | 1959     | 1961     | Bãi bỏ Bộ                                          |
| 1   | Bộ Tài chính                                  | Ministerio de Hacienda                            | Raúl Chibás                  | 1959     | 1959     |                                                    |
| 2   | Bộ Tài chính                                  | Ministerio de Hacienda                            | Rufo López Fresquet          | 1959     | 1960     |                                                    |
| 3   | Bộ Tài chính                                  | Ministerio de Hacienda                            | Rolando Díaz Aztaraín        | 1960     | 1962     |                                                    |
| 4   | Bộ Tài chính                                  | Ministerio de Hacienda                            | Luis Álvarez Rom             | 1962     | 1965     | Sáp nhập vào Ngân hàng Quốc gia                    |
| 1   | Bộ Phục hồi Hàng hóa                          | Ministerio de Recuperación de Bienes Malversados  | Faustino Pérez Hernández     | 1959     | 1959     |                                                    |
| 2   | Bộ Phục hồi Hàng hóa                          | Ministerio de Recuperación de Bienes Malversados  | Rolando Diaz Aztarain        | 1959     | 1961     | Bãi bỏ Bộ                                          |
| 1   | Bộ Quốc phòng                                 | Ministerio de Defensa                             | Augusto Martínez Sánchez     | 1959     | 1959     | Đổi tên thành Bộ các Lực lượng Vũ trang Cách mạng  |
| 1   | Bộ các Lực lượng Vũ trang Cách mạng           | Ministerio de las Fuerzas Armadas Revolucionarias | Augusto Martínez Sánchez     | 1959     | 1959     |                                                    |
| 2   | Bộ các Lực lượng Vũ trang Cách mạng           | Ministerio de las Fuerzas Armadas Revolucionarias | Raúl Castro Ruz              | 1959     | 1976     |                                                    |
| 1   | Bộ Giáo dục                                   | Ministerio de Educación                           | Armando Hart Dávalos         | 1959     | 1965     |                                                    |
| 2   | Bộ Giáo dục                                   | Ministerio de Educación                           | José Llanusa Gobel           | 1965     | 1970     |                                                    |
| 3   | Bộ Giáo dục                                   | Ministerio de Educación                           | Belarmino Castilla Mas       | 1970     | 1972     |                                                    |
| 4   | Bộ Giáo dục                                   | Ministerio de Educación                           | José Ramón Fernández Álvarez | 1972     | 1976     |                                                    |
| 1   | Bộ Nội chính                                  | Ministerio de Gobernación                         | Luis Orlando Rodríguez       | 1959     | 1959     |                                                    |
| 2   | Bộ Nội chính                                  | Ministerio de Gobernación                         | José A. Naranjo Morales      | 1959     | 1961     | Đổi tên thành Bộ Nội vụ                            |
| 1   | Bộ Nội vụ                                     | Ministerio del Interior                           | Ramiro Valdés Menéndez       | 1961     | 1968     |                                                    |
| 2   | Bộ Nội vụ                                     | Ministerio del Interior                           | Sergio del Valle Jiménez     | 1968     | 1976     |                                                    |
| 1   | Bộ Truyền thông                               | Ministerio de Comunicaciones                      | Enrique Oltuski Osacki       | 1959     | 1960     |                                                    |
| 2   | Bộ Truyền thông                               | Ministerio de Comunicaciones                      | Raúl Curbelo Morales         | 1960     | 1962     |                                                    |
| 3   | Bộ Truyền thông                               | Ministerio de Comunicaciones                      | Faure Chomón Mediavilla      | 1962     | 1963     |                                                    |
| 4   | Bộ Truyền thông                               | Ministerio de Comunicaciones                      | Jesús Montané Oropesa        | 1963     | 1973     |                                                    |
| 5   | Bộ Truyền thông                               | Ministerio de Comunicaciones                      | Pedro Guelmes González       | 1973     | 1976     |                                                    |
| 1   | Bộ Tư pháp                                    | Ministerio de Justicia                            | Ángel Fernández              | 1959     | 1959     |                                                    |
| 2   | Bộ Tư pháp                                    | Ministerio de Justicia                            | Alfredo Yabur Maluf          | 1959     | 1973     |                                                    |
| 3   | Bộ Tư pháp                                    | Ministerio de Justicia                            | Armando Torres Santrayll     | 1973     | 1976     |                                                    |
| 1   | Bộ Đối ngoại                                  | Ministerio de Estado                              | Roberto Agramonte Pichardo   | 1959     | 1959     |                                                    |
| 2   | Bộ Đối ngoại                                  | Ministerio de Estado                              | Raúl Roa García              | 1959     | 1960     | Bộ đổi tên thành Bộ Ngoại giao                     |
| 1   | Bộ Ngoại giao                                 | Ministerio de Relaciones Exteriores               | Raúl Roa García              | 1960     | 1976     |                                                    |
| 1   | Bộ Sức khỏe                                   | Ministerio de Salubridad                          | Julio Martínez Paez          | 1959     | 1959     |                                                    |
| 2   | Bộ Sức khỏe                                   | Ministerio de Salubridad                          | Serafín Ruiz de Zárate       | 1959     | 1960     | Bộ đổi tên thành Bộ Y tế Công cộng                 |
| 1   | Bộ Y tế Công cộng                             | Ministerio de Salud Pública                       | José Ramón Machado Ventura   | 1960     | 1968     |                                                    |
| 2   | Bộ Y tế Công cộng                             | Ministerio de Salud Pública                       | Heliodoro Martínez Junco     | 1968     | 1972     |                                                    |
| 3   | Bộ Y tế Công cộng                             | Ministerio de Salud Pública                       | José A. Gutiérrez Muñiz      | 1972     | 1976     |                                                    |
| 1   | Bộ Giao thông                                 | Ministerio de Transporte                          | Julio Camacho Aguilera       | 1959     | 1960     |                                                    |
| 2   | Bộ Giao thông                                 | Ministerio de Transporte                          | Omar Fernández Cañizares     | 1960     | 1965     |                                                    |
| 3   | Bộ Giao thông                                 | Ministerio de Transporte                          | Faure Chomón Mediavilla      | 1965     | 1970     |                                                    |
| 4   | Bộ Giao thông                                 | Ministerio de Transporte                          | Antonio Lussón Battle        | 1970     | 1976     |                                                    |
| 1   | Bộ Nội thương                                 | Ministerio de Comercio Interior                   | Máximo Berman Barman         | 1961     | 1962     |                                                    |
| 2   | Bộ Nội thương                                 | Ministerio de Comercio Interior                   | Manuel Luzardo García        | 1962     | 1970     |                                                    |
| 3   | Bộ Nội thương                                 | Ministerio de Comercio Interior                   | Serafín Fernández Rodríguez  | 1970     | 1976     |                                                    |
| 1   | Bộ Công nghiệp                                | Ministerio de Industrias                          | Ernesto Che Guevara          | 1962     | 1965     |                                                    |
| 2   | Bộ Công nghiệp                                | Ministerio de Industrias                          | Joel Domenech Benítez        | 1965     | 1967     |                                                    |
| 1   | Bộ Công nghiệp Thực phẩm                      | Ministerio de la Industria Alimentaria            | Rolando Álvarez              | 1965     | 1967     |                                                    |
| 2   | Bộ Công nghiệp Thực phẩm                      | Ministerio de la Industria Alimentaria            | José A. Naranjo Morales      | 1967     | 1976     |                                                    |
| 1   | Bộ Khai khoáng Luyện kim                      | Ministerio de Minería y Metalurgia                | Pedro Miret Prieto           | 1967     | 1973     |                                                    |
| 2   | Bộ Khai khoáng Luyện kim                      | Ministerio de Minería y Metalurgia                | Manuel Céspedes Hernández    | 1973     | 1974     |                                                    |
| 1   | Bộ Khai khoáng, luyện kim, và nhiên liệu      | Ministerio de Minería, Metalurgia y Combustible   | Manuel Céspedes Hernández    | 1974     | 1976     |                                                    |
| 1   | Bộ Công nghiệp cơ bản                         | Ministerio de la Industria Básica                 | Không cụ thể                 | 1967     | 1970     |                                                    |
| 2   | Bộ Công nghiệp cơ bản                         | Ministerio de la Industria Básica                 | Joel Domenech Benítez        | 1970     | 1974     |                                                    |
| 3   | Bộ Công nghiệp cơ bản                         | Ministerio de la Industria Básica                 | Antonio Esquivel Yedra       | 1974     | 1974     | Bãi bỏ bộ                                          |
| 1   | Bộ Công nghiệp nhẹ                            | Ministerio de la Industria Ligera                 | Enrique Escalona             | 1967     | 1970     |                                                    |
| 2   | Bộ Công nghiệp nhẹ                            | Ministerio de la Industria Ligera                 | Nora Frómeta Silva           | 1970     | 1976     |                                                    |
| 1   | Bộ Thương mại Hàng hải và Cảng biển           | Ministerio de Marina Mercante y Puertos           | Angel Joel Chaveco Hernández | 1967     | 1973     |                                                    |
| 1   | Bộ Thương mại Hàng hải, Cảng biển và Thủy sản | Ministerio de Marina Mercante, Puertos y Pesca    | Angel Joel Chaveco Hernández | 1973     | 1976     |                                                    |
| 1   | Bộ Công nghiệp Điện                           | Ministerio de la Industria Eléctrica              | José Beltrán Hernández       | 1974     | 1976     |                                                    |
| 1   | Bộ Công nghiệp Hóa chất                       | Ministerio de la Industria Química                | Antonio Esquivel Yedra       | 1974     | 1976     |                                                    |
| 1   | Bộ Công nghiệp Kim loại                       | Ministerio de la Industria Sideromecánica         | Lester Rodríguez Pérez       | 1974     | 1976     |                                                    |
| 1   | Ngân hàng Quốc gia Cuba                       | Banco Nacional de Cuba                            | Felipe Pazos                 | 1959     | 1959     |                                                    |
| 2   | Ngân hàng Quốc gia Cuba                       | Banco Nacional de Cuba                            | Ernesto Che Guevara          | 1959     | 1961     |                                                    |
| 3   | Ngân hàng Quốc gia Cuba                       | Banco Nacional de Cuba                            | Raúl Cepero Bonilla          | 1961     | 1962     |                                                    |
| 4   | Ngân hàng Quốc gia Cuba                       | Banco Nacional de Cuba                            | Orlando Pérez Rodríguez      | 1962     | 1973     |                                                    |
| 5   | Ngân hàng Quốc gia Cuba                       | Banco Nacional de Cuba                            | Raúl León Torrás             | 1973     | 1985     |                                                    |

### Ngang bộ
| Stt | Bộ                                          | Tiếng Tây Ban Nha                                             | Bộ trưởng                    | Nhiệm kỳ | Nhiệm kỳ | Ghi chú |
| Stt | Bộ                                          | Tiếng Tây Ban Nha                                             | Bộ trưởng                    | Bắt đầu  | Kết thúc | Ghi chú |
| 1   | Viện Cải cách Nông nghiệp Quốc gia          | Instituto Nacional de Reforma Agraria                         | Fidel Castro Ruz             | 1959     | 1962     |         |
| 2   | Viện Cải cách Nông nghiệp Quốc gia          | Instituto Nacional de Reforma Agraria                         | Carlos Rafael Rodríguez      | 1962     | 1965     |         |
| 1   | Viện Cải cách Nông nghiệp Quốc gia          | Instituto Nacional de Reforma Agraria                         | Fidel Castro Ruz             | 1965     | 1976     |         |
| 1   | Ủy ban Quốc gia về hợp tác kinh tế          | Comisión Nacional para la Colaboración Económica              | Carlos Rafael Rodríguez      | 1967     | 1976     |         |
| 1   | Hội đồng Kế hoạch Trung ương                | Junta Central de Planificación                                | Regino Boti León             | 1960     | 1964     |         |
| 2   | Hội đồng Kế hoạch Trung ương                | Junta Central de Planificación                                | Osvaldo Dorticós Torrado     | 1964     | 1976     |         |
| 1   | Ủy ban Quốc gia Viện Hàn lâm Cuba           | Comisión Nacional de la Academia de Ciencias de Cuba          | Antonio Nuñez Jiménez        | 1962     | 1972     |         |
| 2   | Ủy ban Quốc gia Viện Hàn lâm Cuba           | Comisión Nacional de la Academia de Ciencias de Cuba          | Tirso Saenz                  | 1972     | 1972     |         |
| 3   | Ủy ban Quốc gia Viện Hàn lâm Cuba           | Comisión Nacional de la Academia de Ciencias de Cuba          | Zoilo Marinello Vidaurreta   | 1972     | 1976     |         |
| 1   | Viện Thể thao, Thể dục và Giải trí Quốc gia | Instituto Nacional de Deportes, Educación Física y Recreación | José Llanusa Gobel           | 1961     | 1965     |         |
| 2   | Viện Thể thao, Thể dục và Giải trí Quốc gia | Instituto Nacional de Deportes, Educación Física y Recreación | Jorge García Bango           | 1965     | 1976     |         |
| 1   | Viện Radio và Truyền hình Cuba              | Instituto Cubano de Radio y Televisión                        | Marcos Isaac Behmaras Suárez | 1962     | 1966     |         |
| 2   | Viện Radio và Truyền hình Cuba              | Instituto Cubano de Radio y Televisión                        | Jorge Serguera               | 1966     | 1976     |         |